# Nikolaus von Kreuznach
Nikolaus von Kreuznach, von Kreuczna oder de Naviculacrucis, auch Nicolas von Wien, de Vienne (* um 1430 in Kreuznach; † 10. August 1491 in Wien) war ein deutscher Jurist und Theologe, der dreimal Rektor und zeitweise Vizekanzler der Universität Wien war.

## Leben

### Universität
Nikolaus von Kreuznach wurde in der Grafschaft Sponheim geboren und besuchte vermutlich die Lateinschule Kreuznach.
Im März 1447 wurde ein „Nyc. Crucenach“ aus der Diözese Mainz in die Artistenfakultät der Universitas Studii Coloniensis immatrikuliert. Als „Armer“ und Stipendiat des Johannes von St. Goar zahlte er keine Studiengebühren. Bereits im Herbst 1447 immatrikulierte sich „Nicolaus de Creuczenach“ in Wien; dort studierte im selben Jahr auch Johannes Mosellär (Moseler) aus Kreuznach. Da ein so früher Universitäts-Wechsel nicht üblich war und später verschiedene gleichnamige Personen zeitgleich belegt sind, dürfte es sich um zwei unterschiedliche Studenten namens „Nikolaus“ gehandelt haben.
Im September 1449 war Nikolaus von Kreuznach in Wien Baccalarius artium. Im April 1452 wurde er als Lizentiat zur Inceptio (Vorbereitung auf die Prüfung) zum Magister artium zugelassen.
Seit etwa 1456 wurde er von Kaiser Friedrich III. von Habsburg (1415–1493) als Professor an der Wiener Universität angestellt. Nikolaus von Kreuznach las zunächst über lateinische Grammatik, Rhetorik und Dialektik. Zwischen 1456 und 1466 sind dort folgenden Vorlesungen von ihm belegt, mit denen er als Magister Artium von der Artistenfakultät beauftragt wurde:
- Summa de arte dictandi (1456, 1459, 1461, 1463) des Jupiter Monoculus (Jovis Francigena),
- Secunda pars doctrinalis puerorum (1457) des Alexander de Villa Dei,
- Libri sophisticorum elencorum (1458) in Anlehnung an De sophisticis elenchis des Aristoteles,
- Obligationum et insolubilium tractatus (1460, 1466) des Johannes Hollandrinus,
- Parva logicalia (1464) des Petrus Hispanus, eine Kurzfassung der Summulae logicales
- Liber secundus Phisicorum (1465) des Aristoteles.

1458 wurde er zum Examinator der Ungarischen Nation sowie 1463 und 1466 zum Examinator der Rheinischen Nation beim Bakkalarexamen gewählt und vereidigt.
Seit 1452 studierte Nikolaus von Kreuznach an der juristischen Fakultät. 1458 erwarb er das juristische Baccalaureat, vor 1468 das Lizenziat der Dekretalien und 1469 den Doktor der Dekretalien. An der theologischen Fakultät legte er 1459 als „Cursor biblicus“ das Buch Leviticus und 1460 die Briefe des Paulus an Timotheus aus. Auch hier muss er vorher ein Examen absolviert haben. Als Baccalar der Theologie wird er 1465 genannt, 1467 als Magister der Theologie. 1468 als Rektor war er „sacrae paginae Professor“ (= „Professor der Heiligen Schrift“).

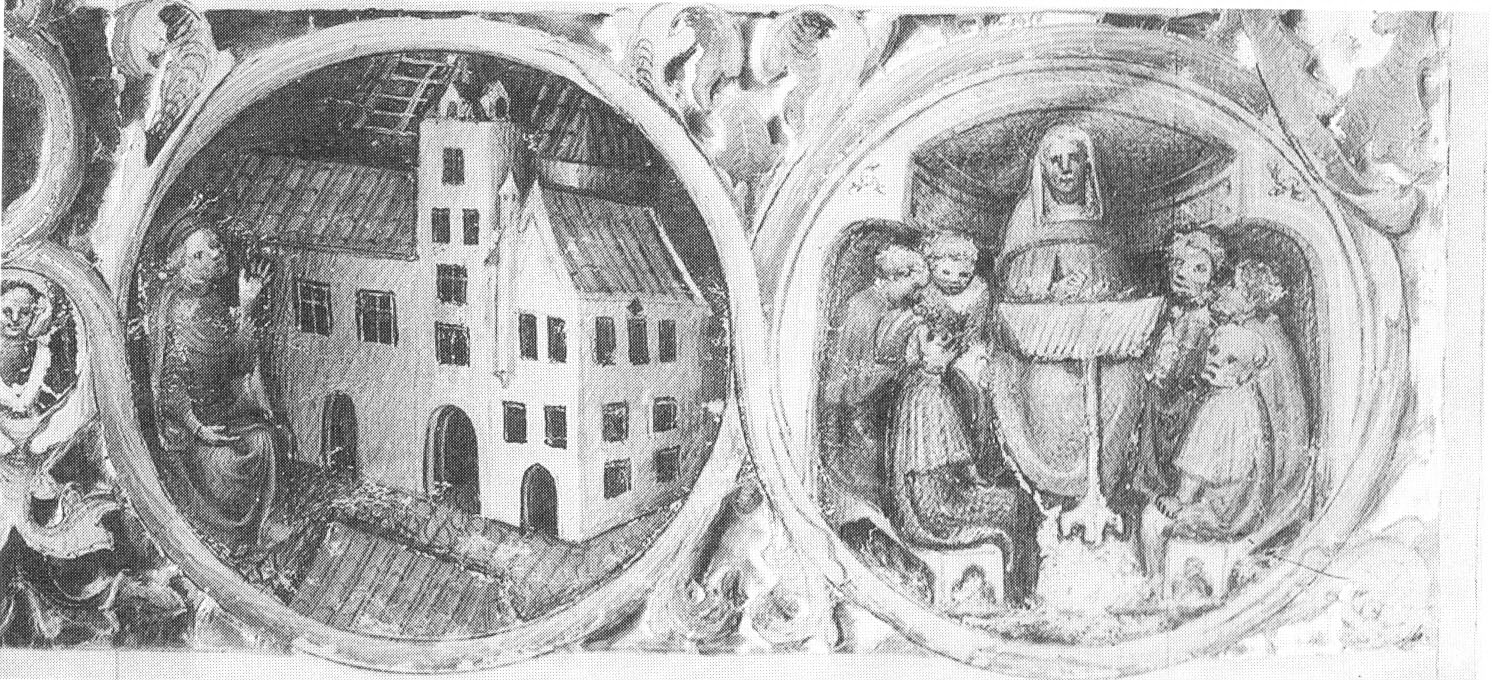
Buchmalerei um 1400. Links: Herzog Albrecht III. übergibt das Herzogskolleg der Universität. Rechts: Eine theologische Vorlesung

Nikolaus von Kreuznach gehörte dem Herzogskolleg im Stubenviertel an. Er war 1462 und 1465 Prokurator der Rheinischen Nation und zehn Mal Dekan der Theologischen Fakultät (1467, 1470, 1472, 1474, 1477, 1479, 1481, 1484, 1488 und 1491). In den Jahren 1468, 1473/74 und 1481/82 war Nikolaus von Kreuznach Rektor der Universität Wien. Zeitweise amtierte er auch als ihr Vizekanzler. 1472 promovierte er den späteren Studienmeister, Provinzialvikar und Salzburger Inquisitor Chrysostomus Haman OP († 1487) zum Magister der Theologie.
In einem Urkundenfragment von 1460 wird Nikolaus von Kreuznach in unklarem Zusammenhang zusammen mit dem bischöflich Passauer Offizial in Wien Kaspar Hornperger († 1460), dem Breslauer Dompropst, Propst zu Worms, päpstlichen Gesandten und Rektor der Wiener Rathauskapelle Heinrich Senftleben († 1466) von Groß-Glogau, Propst Stephan von Landskron vom Augustiner-Chorherrenstift Landskron CanAug (* um 1412; † 1477) des Stiftes St. Dorothea in Wien, dem Notar Magister Jodocus Hausner († 1477) de Novoforo (Neumarkt), dem Rektor des Generalstudiums der Dominikaner Leonhard Huntpichler OP (* kurz nach 1400; † 1478) de Valle Brixinensi (Brixen im Thale), dem Dekan der Wiener Theologischen Fakultät und späteren (1475–1488) Provinzial der Dominikanerprovinz Teutonia Jakob Fabri OP (* um 1415; † um 1490) de Stubach (Stubach im Pinzgau), dem Rektor des Generalstudiums der Karmeliten Johannes Carpentarii (Zimmermann) OCarm (* vor 1420; † kurz nach 1490) von Nürnberg und Prior Johannes von Markdorff (Hanns Markchdorf; Marchdorffer) OCarm († nach 1467) des Karmelitenklosters an der Herzogen Hof in Wien genannt.
Im November 1466 bestellte der Ordensgeneral Guglielmo de Becchi († 1491) aus Florenz „1o loco … fr. Nicolaum de Vienna Baccalaureum“ (= „an 1. Stelle den Baccalar Bruder Nikolaus von Wien“) sowie an 2. und 3. Stelle die Lektoren Leonhard von Regensburg und Erasmus von München zu Präsides des bayerischen Privinzialkapitels der Augustiner-Eremiten an Pfingsten 1467. Vermutlich ist damit Nikolaus von Kreuznach gemeint.
Sein antikonziliar eingestellter Kollege Leonhard Huntpichler fertigte 1467 ein Gutachten für den Graner Erzbischof Johann Vitez (Vitéz János) (1408–1472) über die neue Preßburger Universität an. Er zitierte Nikolaus von Kreuznach mit der Einschätzung, dass die 1460 neu gegründete Universität Basel wegen innerer Widersprüche offensichtlich schon fast wieder verlassen sei.
Zwischen 1466 und 1474 unter dem Episkopat des Passauer Bischofs Ulrich von Nußdorf († 1479) ist Nikolaus von Kreuznach vermutlich zum Priester geweiht worden.

### Prokurator im Kanonisationsprozess

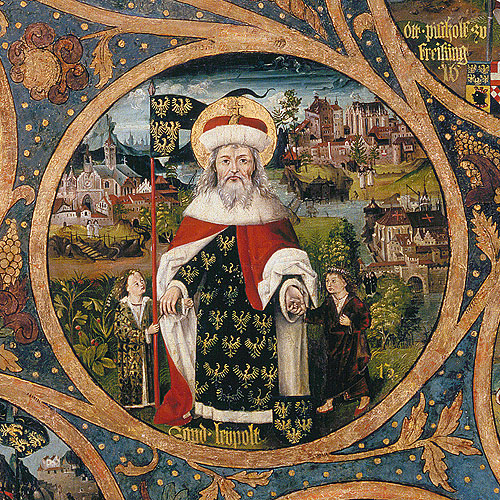
Leopold der Heilige vor Klosterneuburg, Miniatur um 1490

Kaiser Friedrich III. und seine Frau Eleonore Helena von Portugal hatten sich 1465 an Papst Paul II. (1417–1471) gewandt, um die Heiligsprechung des Markgrafen Leopold III. von Babenberg (1073–1163) zu erwirken. 1468 ernannte Kaiser Friedrich III. seinen Geheimsekretär Thomas Berlower († 1496) von Cilly (Celje), Magister „Nikolaus Chreutznach“ und Magister Thomas Harder, den Kustos von Stift Klosterneuburg, zu seinen Prokuratoren im Kanonisationsprozess. Im Mai 1470 kamen die Prokuratoren in Rom mit Kardinaldiakon Francesco Todeschini-Piccolomini von Sant’Eustachio (1439–1503) – dem späteren Papst Pius III. – in dessen Residenz zu Beratungen zusammen. Am 6. Januar 1485 erfolgte die Heiligsprechung Leopolds durch Papst Innozenz VIII. (1432–1492, reg. 1484).

### Pfründe an St. Agnes zur Himmelpforte
1470 war Nikolaus von Kreuznach Inhaber des Benefiziums am Heiligenkreuzaltar des Prämonstratenserinnen-Klosters St. Agnes zur Himmelpforte (Himmelpfortgasse) in Wien. Im selben Jahr hielt er am Stephanitag (2. Weihnachtstag) die Eröffnungsrede in einer Versammlung vor Kaiser Friedrich III. im Stephansdom.

### Gutachten zur Melker Abtwahl
Nach der Wahl von Ludwig III. Schanzler († 1480) aus Krems zum Abt des Benediktinerstiftes Melk 1474, die zunächst nur vom päpstlichen Kardinal-Legaten Marco Barbo (1420–1491), Patriarch von Aquileia, in Augsburg bestätigt worden war, erhob sich die Frage, ob ein gewählter, aber noch nicht bestätigter Abt schon zur Administration des Klosters berechtigt sei. „Nicolaus de Kräucznach sacre theologie et iuris canonici doctor“ verfasste zu dieser Frage ein Gutachten, das sich an der Auslegung des Kanonisten Kardinal Jean Lemoine (Johann Monachus) (* um 1250; † 1313) zu dem Dekret Avaritiae de electione et electi potestate (VI.1.6.5) von Papst Gregor X. auf dem Zweiten Konzil von Lyon (1274) orientierte. Johannes Schlitpacher OSB de Weilheim, ein führender Vertreter der Melker Klosterreform, wandte gegen Nikolaus ein, der besondere Umstand, dass ein bevollmächtigter päpstlicher Legat sich in der Provinz aufhalte, müsse berücksichtigt werden.

### Pfründner der P(f)ob-Stiftung am Stephansdom und an St. Hieronymus

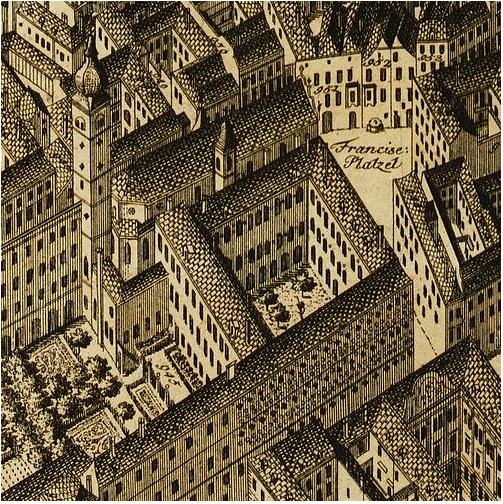
Franziskaner-Kirche St. Hieronymus

Von dem verstorbenen Wiener Bürger Albrecht Pob (auch Pfob, Vob oder – wohl verlesen – Poll) wurde um 1474 eine mit jährlich 32 „guten ungarischen“ Goldgulden dotierte Pfründe gestiftet. Aus der Stiftung sollte der Kaplan einer ewigen Messe und Prediger im St. Stephan und in der dem Dom inkorporierten Kirche St. Hieronymus (heute Franziskanerkirche) besoldet werden. Seit 1474 erscheint Nikolaus von Kreuznach, Lehrer der Heiligen Schrift im fürstlichen Kolleg der hochwürdigen Schule und Universität in Wien und Lehrer „Babstlicher Rechten“, in Urkunden als Kaplan dieser Stiftung und Inhaber der Pfründe. 1474 verkauften der Bürger Rudolf Landtvogt († 1481/91) und seine Frau Juliane unter Vermittlung des Wiener Bürgermeisters Hans Heml († um 1486) und des Rates der Stadt Wien für 200 ungarische Gulden eine jährliche Rente von 10 ungarischen Gulden an die Stiftung des Albrecht Pob für „maister Niclasen von Kreuczna“.
Hans Heml, Rudolf Landvogt und Hans Schucz aus Nürnberg fungierten als Testamentsvollstrecker bzw. „Aufrichter“ der Stiftung. An den Büßerinnen-Konvent St. Hieronymus „in der Syningerstrass“ (Singerstraße) wurden zwei Weingärten in Gumpoldskirchen übereignet. Im Gegenzug verpflichteten sich 1475 die Meisterin, Schwester Dorothe Zachlederin († nach 1504), und der Konvent mit Zustimmung des Dompropstes Paul Leubmann von Melk († 1479), „Niclasen von Kreuczna“ und seinen Nachfolgern für ewige Messe und Predigt jährlich 10 Goldgulden zu reichen und freie Wohnung in einem Haus „in der Weihenburg“ (Weihburggasse) zu gewähren. Die Zahl der Predigten, die an allen hohen Feiertagen zu halten waren, wurde genau festgelegt, dafür sollte der jeweilige Kaplan der Stiftung jährlich von der Stadt weitere 22 Goldgulden aus den Erträgen dreier Häuser erhalten. Außer den Ausstellern siegelten der Hubmeister von Österreich Konrad Holtzler († 1478) und Hubschreiber Mert Burger († um 1493).
Stadtrichter Hans Murstetter verkaufte 1477 an „Niclassen von Krewczna“ für 100 ungarische Gulden eine jährliche Rente von 5 ungarischen Gulden für dieselbe Stiftung; die Urkunde siegelte der Wiener Bürger Friedrich Gsmechl († 1479/81).  Noch 1490 wurde Nikolaus von Kreuznaa als Kaplan der Pob-Stiftung bezeichnet.

### Stiftung einer ewigen Messe an St. Hieronymus
1480 stiftet Meister Niclas von Krewtznaa eine ewige Messe an St. Hieronymus, deren erster Lehnsherr er selbst sein sollte; es siegelten Stadtanwalt und Ratsmitglied Jörg Kranperger, Ratsmitglied Ernreich Koppl und Maister Veit Griessnpekh. Als Richter für St. Hieronymus wurde vor 1486 von „maister Niclasenn von Krwcznaa“ Anndre Kharniczer eingesetzt.

### Letzte Jahre
Graf Ulrich III. von Schaunberg († 1484), seit 1449 Oberster Erblandmarschall in Steir, schrieb 1481 aus seiner Herrschaft Friedau (Ormož) in der Untersteiermark „dem maister Niclasen von Kreucznach, doctor der heiligen Geschrifft, der geistlichen rechten und siben freien künsten“ nach Wien, dankte ihm für seine Bemühung um das Testament seines „Kaunczlarer“ (Kanzlers) Sigmund und setzte ihn in der Sache zum Bevollmächtigten ein. Nach dem Tod des Kremser Stadtschreibers Hans Schurger († um 1481) vermittelte „Nicolas von Krewczna“ für dessen Erben und als Vertreter des Grafen Ulrich III. zusammen mit Spitalmeister Hanns Lichtnperger den Verkauf des später so genannten „Lazen-Hofs“ am Kienmarkt in Wien an Jeronime Drisstl (Hieronymus Dristel) von Perchtoldsdorf.
1482 wurde Nikolaus von Kreuznach pater (Doktorvater) von Sigmund Ris (1431–1532) von Sterzing, dem späteren Stifter der Risen-Kapelle am Ris-Gebäude und der Bibliothek in Flaurling. 1485 bezeugte er die Wahl von Jakob I. Päperl, Pperl oder Pamperl († 1509) zum Propst des Augustiner-Chorherrenstiftes Klosterneuburg.
Am 1. Juni 1485 besetzte König Matthias Corvinus von Ungarn (1443–1490) die Stadt Wien, die anschließend von 1485 bis 1490 unter ungarischer Herrschaft stand. Am 5. Juni 1485 hielt Nikolaus von Kreuznach im Stephansdom eine lateinische Begrüßungsrede für den König und Königin Beatrix von Aragón (1457–1508). Weil die Universität als autonome geistliche Körperschaft jedoch den Huldigungseid auf König Matthias verweigerte, den sie auch auf Kaiser Friedrich III. nicht abgelegt hatte, wurde ihr in der Folge bis etwa 1488 die finanzielle Ausstattung entzogen.

### Briccianisch-Ramingische Stiftung
1489 errichtete der kaiserliche Rat und Salzmaier Erzherzog Sigmunds von Tirol (1427–1496) zu Hall, Ritter Hans Ramung († um 1491) zu Ramspichel, sein Testament, in dem er Nikolaus von Kreuznach zum „Superintendenten“ einer Studienstiftung bestimmte, die jährlich 40 rheinische Gulden für den Unterhalt armer Magister ausschütten sollte. Als nachgeordnete Kuratoren bestimmte er Briccius (Brikcij) Prepost († 1505) aus Cilli und Sigmund Ris in Flaurling. Nikolaus von Kreuznach konnte das Amt vor seinem Tod nicht mehr antreten, da die „Ramung'sche Stiftung“  (später: „Briccianisch-Ramingische Stiftung“) erst 1493 endgültig realisiert wurde.
1490 verkaufte Margarethe Heml, die Tochter von Hans Heml, eine jährliche Gülte von 7 ungarischen Gulden auf ihrem halben Haus in der Wollzeile / Ecke Essiggasse an Niclas von Kreuczna.
Nach dem Tod von Matthias Corvinus wurde Wien am 19. August 1490 wieder von König Maximilian I. von Habsburg (1459–1519) eingenommen. Professor Nikolaus von Kreuznach begrüßte ihn im Stephansdom im Namen der Universität und bat um Bestätigung der Privilegien und Wiedererlangung ihrer Einkünfte.

### Tod und Vermächtnis
Nikolaus von Kreuznach war 1486 Taufpate von Lukas Tichtel gewesen, der jedoch nur zwei Tage alt geworden war. Dessen Vater, der Arzt und Wiener Professor für Medizin Johannes Tichtel († 1501/03), berichtete, dass er im August 1491 von Doktor Nicolaus Chreicznach 6 ungarische Gulden und 1 Pfund ungarisch = 1½ (Pfund) erhielt. Wahrscheinlich handelte es sich um das Honorar für eine ärztliche Behandlung des Todkranken oder um ein testamentarisches Legat. Nikolaus von Kreuznach starb „anno domini 1491 in die sancti Laurencii martiris Wienne“ (= „im Jahr des Herrn 1491 am Tag des Märtyrers Sankt Laurentius in Wien“). Seine große Büchersammlung, die neben 22 Handschriften auch Inkunabeldrucke enthielt, vermachte Nikolaus von Kreuznach der artistischen Fakultät.

### Würdigung durch Johannes Trithemius
Der Sponheimer Abt Johannes Trithemius (1462–1516) würdigte Nikolaus von Kreuznach kurz nach dessen Tod in seiner um 1492 verfassten Schrift De scriptoribus ecclesiasticis. Er bezeichnet ihn als einen ausgezeichneten Kenner der göttlichen Schriften, in der weltlichen Philosophie nicht unerfahren, Mann von scharfsichtigem Verstand und musterhaftem Lebenswandel, erfahrenen Disputator und berühmten Prediger.
Diese Wertschätzung des Nikolaus von Kreuznach dürfte damit zusammenhängen, dass sich die Augustiner wie Trithemius als Benediktiner im Streit um die Frage, ob Maria von ihrer Mutter Anna ohne Sünde empfangen worden sei, der Position der „Immakulisten“ angeschlossen hatten. Für diese Position muss sich auch die verlorene Schrift De purissima conceptione beatae Mariae semper virginis des Nikolaus von Kreuznach ausgesprochen haben.

### Gleichnamige Zeitgenossen
Nikolaus von Kreuznach ist nicht identisch mit seinem Zeitgenossen Nikolaus von Alsenz, der 1495 Lektor im Schwarz-Kloster der Karmeliten zu Kreuznach war und ebenfalls als „Nicolaus Crutzenacensis“ bezeichnet wurde. Ein weiterer Namensvetter Nikolaus von Kreuznach – vielleicht der Kölner Student von 1447 – war 1488 Notar in Rom und wird als Inhaber des Hauses XV der deutschen Kolonie der Anima-Stiftung (Collegio Teutonico di Santa Maria dell’Anima) erwähnt. Er lieh 1489 der Stiftung 12 Dukaten und ist in Rom auch in den Jahren 1496 und 1499 belegt.

## Werke
Trithemius nennt folgende Werke des Nikolaus von Kreuznach:
- Quaestiones sententiarum bzw. Quaestiones super sententias (= Erörterungen zu den Sentenzen des Petrus Lombardus), 4 Bücher (nicht erhalten)
- Sermones de tempore et de sanctis (= Predigten über das Kirchenjahr und über Heilige), 2 Bücher (nicht erhalten)
- [Collationes et] orationes multae ad patres (= Viele [Predigten und] Reden über die Kirchenväter), 1 Buch (nicht erhalten)
- Variae quaestiones in scholis disputatae (= Verschiedene in Scholien erörterte Probleme) (nicht erhalten)
- De purissima conceptione beatae[48] Mariae semper virginis (= Über die reinste Empfängnis der heiligen, immer jungfräulichen Maria), 1 Buch (nicht erhalten)

Erhalten sind:
- Ni[colaus] de Chrewczna: Sermo in vigilia nativitatis domini[49] (Universitätspredigt, Weihnachten 1467) (Klosterneuburg, Augustiner-Chorherrenstift, Cod. 932, Blätter 70r-76v[50])
- Nicolaus de Chruzenach: Arenga facta Viennae coram imp. Friderico III a. 1470 (Bayerische Staatsbibliothek München, Clm 3590 (Theologische Sammelhandschrift, ehemals Stadtbibliothek Augsburg), Blätter 123r–128r[51]

Darüber hinaus wurden ihm zugeschrieben:
- Lectura in Epistolas canonicas Pauli (= Vorlesung über die kanonischen Paulusbriefe), um 1472–1474 (Österreichische Nationalbibliothek Wien, Cod. 4837; Verfasserschaft unsicher)[52]
- in einer Handschrift der Österreichischen Nationalbibliothek wird der Tractatus contra astrologus des Nikolaus von Oresme († 1382) fälschlich „Nicolaus Viennensis“ zugeschrieben[53]